# ФК «Ротор» в сезоне 2018/2019
Сезон 2018/2019 — 5-й сезон футбольного клуба «Ротор» в первенстве ФНЛ, а также 29-й сезон клуба в чемпионатах России.

## Хронология событий
- с сезона 2018/2019 «Ротор» спустя девять лет, вновь будет выступать под своей классической эмблемой.
- 29 мая — Роберт Евдокимов представлен в качестве нового главного тренера.
- 31 мая — главный тренер Роберт Евдокимов, сформировал тренерский штаб, с который вошли Арнольд Слабодич, Валерий Бурлаченко, Павел Могилевский, Денис Пчелинцев, Роман Гагауз.
- 8 июня — Игорь Меньщиков представлен в качестве нового главного тренера «второй команды».
- 8 июня — «Ротор» отправился на первый предсезонный сбор в Абрау-Дюрсо.
- 13 июня — «Ротор-2» вышел из отпуска.
- 20 июня — закончился первый предсезонный сбор.
- 22 июня — начался второй учебно-тренировочный сбор в Домодедово.
- 17 июня — первый матч в сезоне 2018/2019, против клуба из Москвы «Чертаново».
- 22 августа — в розыгрыше 1\32  финала Кубока России в серии послематчевых пенальти «Ротор», уступил клубу «Сызрань-2003».
- 22 августа — Роберт Евдокимов после поражения в Кубоке России, заявил об отставке, однако по просьбе игроков, руководство клуба не приняло отставку. Евдокимов, продолжил работать в качестве главного тренера.[1]
- 15 октября — в тренерский штаб Роберта Евдакимова вошёл Олег Веретенников[2].
- 24 ноября — после домашнего поражения (1:3) от «Шинника» Роберт Евдокимов отправлен в отставку. На момент увольнения «Ротор» после 24 туров набрал 28 очков и занимал 15 место в турнирной таблице. Исполняющим обязанности назначен Павел Могилевский[3].
- 30 ноября — игроки главной команды ушли в отпуск.
- январь — в тренерском штабе «Ротора» и  «Ротора-2», произошли изменения. Игорь Меньщиков назначен на должность главного тренера первой команды, при этом руководство тренировочным процессом осталось за старшим тренером Павлом Могилевским. Так же тренирский штаб главной команды покинули Олег Веретенников и Валерий Бурлаченко, они перешли на работу во вторую команду[4].
- 9 января — «Ротора» вышел из отпуска.
- с 10 по 21 января — первый учебно-тренировочный сбор в Кисловодске.
- 12 января — в тренерский штаб первой команды вошёл Андрей Бочков.
- c 24 января по 3 февраля — второй учебно-тренировочный сбор в турецком городе Белек.
- с 7 по 22 февраля — третий этап подготовки к возобновлению сезона, в рамках которого запланированно участие в Кубке ФНЛ, который пройдёт на Кипре.
- 20 февраля — «Ротора» в финале Кубка ФНЛ, в серии послематчевых пенальти проиграл курскому «Авангарду».
- с 26 февраля по 1 марта — заключительный учебно-тренировочный сбор в Астрахани.
- 3 марта — возобновление Первенства ФНЛ.
- 13 апреля — в матче против «Нижнего Новгорода» («Ротор» выиграл 3:1) на 575-й минуте, прервалась «сухая» серия вратаря Мирослава Лобанцева, это шестой результат в истории ФНЛ[5].
- 25 мая — завершение Первенства ФНЛ в сезоне2018/2019. «Ротор» занял итоговое 11 место.

## Форма
| Поставщик формы           | Поставщик формы | \| Основная \| Гостевая \| Резервная \| | \| Основная \| Гостевая \| Резервная \| | \| Основная \| Гостевая \| Резервная \| | \| Основная \| Гостевая \| Резервная \| | \| Основная \| Гостевая \| Резервная \| | \| Основная \| Гостевая \| Резервная \| |
| ------------------------- | --------------- | --------------------------------------- | --------------------------------------- | --------------------------------------- | --------------------------------------- | --------------------------------------- | --------------------------------------- |
| Jako                      |                 | \| Основная \| Гостевая \| Резервная \| | \| Основная \| Гостевая \| Резервная \| | \| Основная \| Гостевая \| Резервная \| | \| Основная \| Гостевая \| Резервная \| | \| Основная \| Гостевая \| Резервная \| | \| Основная \| Гостевая \| Резервная \| |
| Матчи в форме по турнирам |                 |                                         |                                         |                                         |                                         |                                         |                                         |
| ФНЛ                       | ФНЛ             | 16 (+4=5-7)                             | 16 (+4=5-7)                             | 16 (+4=5-7)                             | 16 (+4=5-7)                             | 14 (+4=7-3)                             | 8 (+4=2-2)                              |
| Кубок России              | Кубок России    | 1 (+0=0-1)                              | 1 (+0=0-1)                              | 1 (+0=0-1)                              | 1 (+0=0-1)                              | 0 (+0=0-0)                              | 0 (+0=0-0)                              |
| Кубок ФНЛ                 | Кубок ФНЛ       | 5 (+4=0-1)                              | 5 (+4=0-1)                              | 5 (+4=0-1)                              | 5 (+4=0-1)                              | 0 (+0=0-0)                              | 0 (+0=0-0)                              |
| Итого                     | Итого           | 22 (+8=5-9)                             | 22 (+8=5-9)                             | 22 (+8=5-9)                             | 22 (+8=5-9)                             | 14 (+4=7-3)                             | 8 (+4=2-2)                              |
| Основная                  | Гостевая        | Резервная                               |                                         |                                         |                                         |                                         |                                         |

Данные на 25 мая 2019 года.

## Тренерский штаб
| Тренер                          | Дата рождения              | Должность                    | Срок работы                |
| с 31 мая по 24 ноября 2018      | с 31 мая по 24 ноября 2018 | с 31 мая по 24 ноября 2018   | с 31 мая по 24 ноября 2018 |
| ------------------------------- | -------------------------- | ---------------------------- | -------------------------- |
| Роберт Евдокимов                | 27 февраля 1970            | Главный тренер               | с 29.05.2018 по 24.11.2018 |
| Арнольд Слабодич                | 31 августа 1973            | Тренер                       | с 31.05.2018 по 24.11.2018 |
| с 24 ноября 2018 по январь 2019 |                            |                              |                            |
| Валерий Бурлаченко              | 5 июля 1970                | Старший тренер               | с 31.05.2018 по 29.12.2018 |
| Олег Веретенников               | 5 января 1970              | Тренер-селекционер           | с 15.10.2018 по 9.01.2019  |
| с января 2019                   |                            |                              |                            |
| Игорь Меньщиков                 | 26 июля 1970               | Главный тренер               | с 17.01.2019               |
| Павел Могилевский               | 17 апреля 1980             | Тренер (де-факто гл. тренер) | с 31.05.2018               |
| Андрей Бочков                   | 13 января 1982             | Тренер                       | с 12.01.2019               |
| Денис Пчелинцев                 | 1 декабря 1979             | Тренер вратарей              | с 31.05.2018               |
| Захар Дубенский                 | 19 октября 1978            | Тренер-селекционер           | с 3.07.2018                |
| Роман Гагауз                    | 1 января 1989              | Тренер по физподготовке      | с 31.05.2018               |

| Тренер                          | Дата рождения                   | Должность                       | Срок работы                     |
| с 8 июня 2018 по 17 января 2019 | с 8 июня 2018 по 17 января 2019 | с 8 июня 2018 по 17 января 2019 | с 8 июня 2018 по 17 января 2019 |
| ------------------------------- | ------------------------------- | ------------------------------- | ------------------------------- |
| Игорь Меньщиков                 | 26 июля 1970                    | Главный тренер                  | с 8.06.2018 по 17.01.2019       |
| Андрей Никитин                  | 29 июля 1973                    | Тренер вратарей                 | с 13.06.2018 по 13.01.2019      |
| с 22 января 2019                |                                 |                                 |                                 |
| Олег Веретенников               | 5 января 1970                   | Главный тренер                  | с 9.01.2019                     |
| Валерий Бурлаченко              | 5 июля 1970                     | Старший тренер                  | с 29.12.2018                    |
| Николай Олеников                | 24 мая 1975                     | Тренер                          | с 13.06.2018                    |
| Александр Гайдуков              | 25 января 1979                  | Администратор команды           | с 13.06.2018                    |

## Состав
| 1             | Александр Фильцов     | Флаг России                      | 2 января 1990    | Рубин                          |
| 41            | Мирослав Лобанцев     | Флаг России                      | 27 мая 1995      | Локомотив                      |
| 92            | Михаил Филиппов       | Флаг России                      | 10 июня 1992     | Енисей                         |
| Защитники     |                       |                                  |                  |                                |
| 2             | Илья Ионов            | Флаг России                      | 27 июля 1985     | Сызрань-2003                   |
| 4             | Константин Щербаков * | Флаг России                      | 20 марта 1997    | Спартак-2                      |
| 5             | Антон Пискунов        | Флаг России                      | 13 февраля 1989  | Луч-Энергия                    |
| 11            | Кирилл Маляров        | Флаг России                      | 7 марта 1997     | Нижний Новгород                |
| 16            | Евгений Макеев        | Флаг России                      | 24 июля 1989     | Сочи                           |
| 23            | Максим Васильев       | Флаг России                      | 31 января 1987   | Енисей                         |
| 28            | Азат Байрыев          | Флаг России · Флаг Туркменистана | 17 февраля 1989  | Кубань                         |
| 37            | Александр Кацалапов   | Флаг России                      | 5 апреля 1986    | Арарат                         |
| Полузащитники |                       |                                  |                  |                                |
| 7             | Роман Воробьёв        | Флаг России                      | 24 марта 1984    | Оренбург                       |
| 8             | Денис Якуба           | Флаг России                      | 26 мая 1996      | Кубань                         |
| 10            | Альберт Шарипов       | Флаг России                      | 11 апреля 1993   | Рубин                          |
| 15            | Азим Фатуллаев        | Флаг России                      | 7 июня 1986      | Енисей                         |
| 18            | Олег Николаев *       | Флаг России                      | 21 мая 1998      | СДЮСШОР-19 Олимпия (Волгоград) |
| 22            | Мухаммад Султонов     | Флаг России                      | 22 декабря 1992  | Шинник                         |
| 25            | Артём Попов           | Флаг России                      | 30 августа 1992  | Оренбург                       |
| 30            | Алексей Друзин        | Флаг России                      | 3 января 1987    | СКА-Хабаровск                  |
| 31            | Юрий Завезён          | Флаг России                      | 28 января 1996   | Кубань                         |
| 77            | Владимир Лобкарёв     | Флаг России                      | 17 сентября 1993 | Кубань                         |
| 88            | Артём Самсонов        | Флаг России                      | 5 января 1994    | СКА-Хабаровск                  |
| Нападающие    |                       |                                  |                  |                                |
| 13            | Александр Коротаев    | Флаг России                      | 15 июля 1992     | Динамо (Санкт-Петербург)       |
| 17            | Роман Янушковский *   | Флаг России                      | 4 января 1995    | КАМАЗ                          |
| 32            | Анзор Саная           | Флаг России                      | 22 мая 1989      | Сочи                           |
| 72            | Камиль Муллин         | Флаг России                      | 5 января 1994    | Тюмень                         |

| 33            | Владислав Прытков       | Флаг России | 25 февраля 2000 |                      |
| 33            | Владислав Лизенко       | Флаг России | 23 мая 2000     |                      |
| 35            | Александр Пономарёв     | Флаг России | 9 августа 2000  |                      |
| 35            | Никита Репин            | Флаг России | 28 июля 1999    | Анжи-Д               |
| Защитники     |                         |             |                 |                      |
| 6             | Юрий Тараторенков *     | Флаг России | 14 апреля 1999  | Ротор-Волгоград-ВКОР |
| 19            | Владислав Рымарь        | Флаг России | 10 марта 2000   |                      |
| 20            | Кирилл Шведов           | Флаг России | 11 апреля 2000  |                      |
| 34            | Иван Шмелев             | Флаг России | 15 мая 1997     |                      |
| 47            | Станислав Верхоглядов * | Флаг России | 3 сентября 1999 |                      |
| 78            | Илья Пушкарев           | Флаг России | 22 марта 1998   |                      |
| 89            | Даниил Домничев *       | Флаг России | 9 августа 1998  | Долгопрудный-2       |
| 93            | Виктор Ефимов *         | Флаг России | 9 февраля 1999  | Ротор-Волгоград-ВКОР |
| Полузащитники |                         |             |                 |                      |
| 14            | Никита Арсеньев         | Флаг России | 4 января 1999   |                      |
| 55            | Алексей Сергиенко *     | Флаг России | 21 июля 1999    |                      |
| 57            | Илья Насонкин *         | Флаг России | 15 февраля 1999 | Краснодар-2          |
| 66            | Никита Климов *         | Флаг России | 2 марта 1986    |                      |
| 76            | Данила Иванов           | Флаг России | 15 января 2000  |                      |
| 79            | Александр Шабичев       | Флаг России | 7 августа 1997  |                      |
| 93            | Павел Кобзев            | Флаг России | 1 декабря 1999  |                      |
| 98            | Сергей Михайлов *       | Флаг России | 3 апреля 1998   |                      |
| 99            | Николай Кузнецов        | Флаг России | 19 февраля 1999 |                      |
| Нападающие    |                         |             |                 |                      |
| 21            | Дмитрий Лаврищев *      | Флаг России | 23 декабря 1998 |                      |
| 26            | Иван Лагутин            | Флаг России | 4 ноября 1999   |                      |
| 94            | Данила Хахалев *        | Флаг России | 23 января 1997  | Ростов               |
| 97            | Евгений Чабанов *       | Флаг России | 8 августа 1997  | Ника (Москва)        |

## Трансферы

### Лето 2018
| Позиция | Игрок               | Клуб            |
| ------- | ------------------- | --------------- |
| Вр      | Александр Фильцов   | Рубин           |
| Вр      | Мирослав Лобанцев   | Локомотив       |
| Вр      | Дмитрий Зорников    | Химки           |
| Защ     | Кирилл Маляров      | Нижний Новгород |
| Защ     | Исмаил Эдиев        | СКА-Хабаровск   |
| Защ     | Роман Бугаев        | Кубань          |
| Защ     | Максим Васильев     | Енисей          |
| Защ     | Азат Байрыев        | Кубань          |
| Защ     | Константин Щербаков | Спартак-2       |
| Защ     | Максим Карпов*      | Зенит           |
| ПЗ      | Денис Якуба         | Кубань          |
| ПЗ      | Владимир Лобкарёв   | Кубань          |
| ПЗ      | Роман Воробьёв      | Оренбург        |
| ПЗ      | Альберт Шарипов     | Рубин           |
| ПЗ      | Юрий Завезён        | Кубань          |
| ПЗ      | Артём Попов         | Оренбург        |
| ПЗ      | Илья Насонкин       | Краснодар-2     |
| ПЗ      | Артём Самсонов      | СКА-Хабаровск   |
| Нап     | Андрей Мязин        | Луч             |
| Нап     | Исламнур Абдулавов* | Уфа             |
| Нап     | Роман Янушковский   | КАМАЗ           |
| Нап     | Камиль Муллин       | Тюмень          |

| Позиция | Игрок                | Клуб            |
| ------- | -------------------- | --------------- |
| Вр      | Валерий Поляков      | свободный агент |
| Вр      | Денис Кавлинов       | Химки           |
| Вр      | Николай Заболотный   | Сочи            |
| Защ     | Сергей Косицин       | Носта           |
| Защ     | Игорь Климов         | Мордовия        |
| Защ     | Александр Столяренко | Тюмень          |
| Защ     | Андрей Киреев        | Нефтехимик      |
| Защ     | Илья Ионов           | Сызрань-2003    |
| Защ     | Руслан Абазов        | Нижний Новгород |
| Защ     | Сергей Колычев       | Пюник           |
| ПЗ      | Никита Бурмистров    | Сочи            |
| ПЗ      | Сергей Кузнецов      | свободный агент |
| ПЗ      | Игорь Крутов         | Чайка           |
| ПЗ      | Андрей Горбанец      | свободный агент |
| ПЗ      | Алексей Ребко        | свободный агент |
| ПЗ      | Артур Рылов          | свободный агент |
| ПЗ      | Наиль Замалиев       | Луч             |
| ПЗ      | Владислав Сысуев     | Урожай          |
| Нап     | Владимир Романенко   | Армавир         |
| Нап     | Хызыр Аппаев         | Тамбов          |
| Нап     | Максим Вотинов       | Тюмень          |

* В аренду

### Зима 2018/2019
| Позиция | Игрок                  | Клуб         |
| ------- | ---------------------- | ------------ |
| Вр      | Михаил Филиппов*       | Енисей       |
| Защ     | Илья Ионов***          | Сызрань-2003 |
| Защ     | Александр Кацалапов*** | Арарат       |
| Защ     | Евгений Макеев***      | Сочи         |
| ПЗ      | Азим Фатуллаев*        | Енисей       |
| Нап     | Анзор Саная***         | Сочи         |

| Позиция | Игрок                | Клуб            |
| ------- | -------------------- | --------------- |
| Вр      | Дмитрий Зорников***  | свободный агент |
| Защ     | Исмаил Эдиев***      | Томь            |
| Защ     | Роман Бугаев***      | Томь            |
| Защ     | Максим Карпов**      | Зенит           |
| Нап     | Исламнур Абдулавов** | Уфа             |
| Нап     | Андрей Мязин***      | Паланга         |

* В аренду.

** Из аренды.

*** Свободный агент.

## Матчи
− Победа
 − Ничья
 − Поражение

### Товарищеские матчи
| 2018-06-16 Предсезонный | ФК «Майкоп» | 0:15 (0:9) | «Ротор» | Абрау-Дюрсо                   |
| 17:00 MSK |             |            | Александр Коротаев · Александр Коротаев · Александр Коротаев · Евгений Чабанов · Данила Хахалев · Рагим Садыхов · Рагим Садыхов · Рагим Садыхов · Исмаил Эдиев · Олег Николаев · Андрей Мязин · Юрий Завезён · Юрий Завезён · Кузнецов · Антон Пискунов | Стадион: УТБ «Футбольный мир» |
| Ротор: Фильцов, Винниченко, Бондаренко, Эдиев (Щербаков, 46), Маляров (Пискунов, 46), Друзин (Шарипов, 46), Садыхов (Кузнецов, 46), Могулкин (Чабанов, 40), Янушковский (Завезен, 46), Николаев (Хахалев, 46), Коротаев (Мязин, 46). |             |            | |                               |

| 2018-06-17 Предсезонный | «Черноморец» (Д)* | 1:6 (0:3) | «Ротор» | Абрау-Дюрсо                   |
| 17:00 MSK | ?                 |           | Константин Щербаков · Альберт Шарипов · Андрей Мязин · Евгений Чабанов · Александр Коротаев · Александр Коротаев | Стадион: УТБ «Футбольный мир» |
| «Ротор»: Лобанцев, Щербаков, Бугаев (Маляров, 46), Эдиев (Винниченко, 46), Пискунов, Якуба (Друзин, 46), Воробьев (Янушковский, 46), Шарипов (Чабанов, 46), Завезен (Садыхов, 46), Султонов (Николаев, 46), Мязин (Коротаев, 46). Главный тренер: Роберт Евдокимов. |                   |           | |                               |

| 2018-06-27 Предсезонный | «Спартак» (Д)* | 0:7 (0:2) | «Ротор» | Домодедово          |
| 17:00 MSK |                |           | Роман Воробьёв 2' · Роман Воробьёв 11' · Александр Коротаев 62' · Игрок на просмотре 66' · Роман Янушковский 67' · Игрок на просмотре 70' · Александр Коротаев 76' | Стадион: «Авангард» |
| «Ротор»: Фильцов (Лобанцев 46'), Бугаев (Пискунов 46'), Васильев (Игрок на просмотре 46'), Эдиев , Маляров (Щербаков 46'), Воробьев (Шарипов 46'), Друзин (Якуба 46'), Николаев (Коротаев 46'), Завезён (Садыхов 46'), Султонов (Янушковский 46'), Мязин (Игрок на просмотре 46'). |                |           | |                     |

| 2018-06-30 Предсезонный | «Спартак»                | 2:0 (1:0) | «Ротор» | Тарасовка                |
| 16:00 MSK | Зе Луиш 12' · Бакаев 72' |           |         | Стадион: УТБ «Тарасовка» |
| Спартак: Ребров (Терёшкин 65'), Жиго (Лихачёв 46'), Петкович (Мамин 46'), Ещенко (Тигиев 46'), Глушаков (Игнатов 46'), Ломовицкий (Бакаев 46'), Фернандо (Пантелеев 46'), Мельгарехо (Комбаров 46'), Полубояринов (Миронов 46'), Зе Луиш (Нимели 46'), Роша (Ерёменко 46'). Главный тренер: Массимо Каррера. «Ротор»: Фильцов, Щербаков, Байрыев (Васильев, 46), Эдиев , Маляров (Пискунов, 46), Друзин, Якуба (Султонов, 60), Николаев (Янушковский, 60), Коротаев, Завезён (Садыхов, 60), Мязин (Абдулавов, 60). Главный тренер: Роберт Евдокимов. |                          |           |         |                          |

| 2018-07-2 Предсезонный | «Долгопрудный» | 0:3 (0:3) | «Ротор»                                                         | Домодедово          |
| 17:00 MSK |                |           | Азат Байрыев 5' · Азат Байрыев 42' · Альберт Шарипов (пен.) 45' | Стадион: «Авангард» |
| «Ротор»: Лобанцев, Пискунов (Маляров 65'), Васильев , Байрыев (Игрок на просмотре 46'), Щербаков, Шарипов, Янушковский (Николаев 75'), Садыхов, Султонов, Чабанов (Друзин 65'), Абдулавов (Игрок на просмотре 46'). |                |           |                                                                 |                     |

| 2018-07-4 Предсезонный | «Спартак-2»           | 1:0 (1:0) | «Ротор» | Домодедово          |
| 17:00 MSK | Азат Байрыев 25' (аг) |           |         | Стадион: «Авангард» |
| Спартак-2: Ермаков, Маслов, Гапонов, Петрунин, Сахаров, Тюнин , Пантелеев, Руденко, Бор, Рудковский, Мелкадзе. «Ротор»: Фильцов, Бугаев, Эдиев (Васильев 46'), Байрыев, Маляров, Завезён (Садыхов 78'), Друзин, Воробьёв (Николаев 46'), Якуба (Шарипов 65'), Коротаев (Султонов 65'), Мязин (Абдулавов 65'). |                       |           |         |                     |

| 2018-07-6 Предсезонный | «Торпедо» | 0:1 (0:0) | «Ротор»     | Домодедово          |
| 17:00 MSK |           |           | Садыхов 89' | Стадион: «Авангард» |
| Торпедо: Цицилин (Устинов'), Самсонов, Сергеев (Игрок на просмотре, 46'), Шустиков (Игрок на просмотре, 46'), Шоркин, Поникаров (Иванов, 70'), Игрок на просмотре (Игрок на просмотре, 46'), Троянов (Селюков, 70'), Галоян (Игрок на просмотре, 46'), Кертанов (Трегулов, 46'), Дёгтев (Кашаев, 70'). Главный тренер: Игорь Колыванов. «Ротор»: Фильцов, Бугаев (Щербаков 60'), Васильев, Байрыев (Эдиев 70'), Пискунов (Маляров 60'), Коротаев (Садыхов 60'), Друзин (Завезён 70'), Якуба, Воробьев (Николаев 60'), Султонов (Янушковский 70'), Абдулавов (Мязин 46'). Главный тренер: Роберт Евдокимов. |           |           |             |                     |

| 2019-01-19 Межсезонный | «Нижний Новгород» | 1:1 (1:1) | «Ротор»   | Кисловодск                                 |
| 11:00 MSK | Гогличидзе 15'    |           | Саная 26' | Стадион: База «Вершина 1240» Зрителей: 100 |
| Нижний Новгород: Сысуев (Игрок на просмотре, 46), Абрамов (Чечеткин, 46), Абазов, Хрипков (Полянин, 46), Гогличидзе (Шилов, 46), Сапета, Нежелев (Морозов, 46), Палиенко (Чвиров, 68), Фомин, Аюпов (Игрок на просмотре, 46), Игрок на просмотре. Главный тренер: Дмитрий Черышев. · «Ротор»: Лобанцев (Фильцов, 46), Щербаков (Попов, 46), Васильев (Байрыев, 46), Кацалапов (Ионов, 46), Лобкарёв (Пискунов, 46), Янушковский (Завезён, 46), Самсонов (Воробьёв, 46), Шарипов (Михайлов, 46), Чабанов (Лаврищев, 46 (Лобкарёв, 72)), Коротаев (Николаев, 46), Саная (Муллин, 46). Главный тренер: И. О. Павел Могилевский. · Предупреждения: Палиенко, (56') — Михайлов, (55'): Николаев, (66'). |                   |           |           |                                            |

| 2019-01-28 Межсезонный | «Балтика» | 0:2 (0:0) | «Ротор»                  | Сиде |
| 12:00 MSK |           |           | Коротаев 64' · Саная 85' |      |
| Балтика: Помазан, Каленкович, Плопа, Крючков , Магаль, Игрок на просмотре-1, Тишкин, Шаваев, Глушков, Игрок на просмотре-2, Кузьмичёв. Главный тренер: Евгений Калешин. · «Ротор»: Фильцов (Лобанцев, 46), Попов (Кацалапов, 35 (Попов, 46, Завезён, 80), Байрыев (Васильев, 46), Ионов (Кацалапов, 46), Пискунов (Маляров, 46), Воробьёв (Шарипов, 46), Михайлов (Самсонов, 46), Завезён (Янушковский, 46), Николаев (Коротаев, 46), Лобкарёв (Янушковский, 35 (Лобкарёв, 46, Султонов, 80), Муллин (Саная, 46). Главный тренер: И. О. Павел Могилевский. · Предупреждения: — нет |           |           |                          |      |

| 2019-02-2 Межсезонный | «Кёге»              | 1:1 (1:0) | «Ротор»   | Белек |
| 18:00 MSK | Хэльстед 23' (пен.) |           | Ионов 53' |       |
| Кёге: Хансен, Энемарк, Оверби, Мэдсен , Хэльстед, Йоханссон, Ромео, Бозга, Джордан, Вёртс, Хосер. Главный тренер: Мортен Карлсен. «Ротор»: Лобанцев (Фильцов, 46), Маляров (Попов, 46), Васильев (Байрыев, 46), Илич (Ионов, 46), Кацалапов (Пискунов, 46), Янушковский (Завезён, 46), Шарипов (Воробьёв, 46), Самсонов (Михайлов, 46), Лобкарёв (Янушковский, 46 (Султонов, 70)), Коротаев (Муллин, 46), Саная (Николаев, 43). Главный тренер: И. О. Павел Могилевский. |                     |           |           |       |

* Дублирующий состав.

### Футбольная национальная лига
− Победа
 − Ничья
 − Поражение

#### Первый круг
| 2018-07-17 1 тур | «Чертаново» (Москва)   | 1:1 (0:1) | «Ротор»   | Домодедово                                                          |
| 19:30 MSK | Зиньковский 51' (пен.) | Протокол  | Мязин 20' | Стадион: «Авангард» Зрителей: 2 400 Судья: Виталий Мешков (Дмитров) |
| Чертаново: Ломаев, Бартасевич, Солдатенков , Паршиков, Ежов, Витюгов (Тюменцев, 88), Пруцев (Умяров, 32), Горшков (Редькович, 65), Цыпченко (Глушенков, 70), Зиньковский, Сарвели. Главный тренер: Игорь Осинькин. · «Ротор»: Фильцов, Эдиев , Байрыев, Маляров, Друзин, Шарипов, Воробьев ( Якуба, 77), Лобкарёв, Завезён (Султонов, 69), Коротаев (Муллин, 87), Мязин (Абдулавов, 84). Главный тренер: Роберт Евдокимов. · Предупреждения: Друзин (31'), Байрыев (50'), Завезён (54'), Эдиев (71'). |                        |           |           |                                                                     |

| 2018-07-22 2 тур | «Ротор»      | 1:0 (0:0) | «Луч» (Владивосток) | Волгоград                                                                            |
| 19:00 MSK | Коротаев 73' | Протокол  |                     | Стадион: «Волгоград Арена» Зрителей: 30 611 Судья: Кирилл Левников (Санкт-Петербург) |
| «Ротор»: Фильцов, Эдиев , Байрыев, Маляров, Друзин, Султонов (Лобкарёв, 66), Воробьев, Бугаев, Завезён (Абдулавов, 63), Коротаев (Васильев, 89), Мязин (Янушковский, 77). Главный тренер: Роберт Евдокимов. · Луч: Котляров, Марущак (Павленко, 75), Больевич, Насадюк (Гордиенко, 79), Суслов, Степанец, Замалиев, Носов, Машнёв (Давид Дзахов, 63), Пономаренко, Станислав Прокофьев (Хлебородов, 55). Главный тренер: Рустем Хузин. · Предупреждения: Эдиев (44') — Замалиев (39'). |              |           |                     |                                                                                      |

| 2018-07-29 3 тур | «Томь» (Томск)             | 2:0 (1:0) | «Ротор» | Томск                                                        |
| 15:00 MSK | Калинский 31' · Тлупов 62' | Протокол  |         | Стадион: «Труд» Зрителей: 4 210 Судья: Сергей Чебан (Москва) |
| Томь: Мелихов, Клещенко, Шумских, Зуйков , Тихий, Кухарчук (Ставпец, 69), Сасин (Гвинейский, 83), Калинский (Фомин, 77), Казаев, Шалаев, Кузьмичев (Тлупов, 59). Главный тренер: Василий Баскаков. · «Ротор»: Фильцов, Маляров, Эдиев , Байрыев, Васильев (Муллин, 58), Бугаев, Друзин, Султонов (Лобкарёв, 54), Воробьев, Коротаев (Завезён, 85), Абдулавов (Мязин, 64). Главный тренер: Роберт Евдокимов. · Предупреждения: Клещенко (27), Казаев (40') — Воробьёв (40'). |                            |           |         |                                                              |

| 2018-08-4 4 тур | «Ротор»   | 1:1 (0:0) | «Сочи» (Сочи) | Волгоград                                                                 |
| 18:00 MSK | Эдиев 56' | Протокол  | Саная 86'     | Стадион: «Волгоград Арена» Зрителей: 25 725 Судья: Игорь Федотов (Москва) |
| «Ротор»: Фильцов, Эдиев , Бугаев, Маляров, Байрыев, Якуба (Васильев 90+1'), Завезён (Муллин 82'), Друзин, Воробьёв, Лобкарёв (Чабанов 88'), Мязин (Абдулавов 77'). Главный тренер: Роберт Евдокимов. · Сочи: Заболотный, Юрганов, Почивалин, Заика, Миладинович, Померко (Косянчук 62'), Бурмистров, Соловьёв (Горбунов 61'), Песегов (Обольский 69'), Барсов (Лагатор 87'), Саная. Главный тренер: Александр Точилин. · Предупреждения: Друзин (39'), Маляров (62') — Косянчук (82'), Саная (89'). |           |           |               |                                                                           |

| 2018-08-8 5 тур | «Авангард» (Курск) | 1:0 (1:0) | «Ротор» | Курск                                                                    |
| 18:30 MSK | Стеклов 39'        | Протокол  |         | Стадион: «Трудовые резервы» Зрителей: 2 500 Судья: Игорь Панин (Дмитров) |
| Авангард: Чагров, Багаев , Никитин, Гоцук, Бурнаш, Акбашев (Федчук, 76), Земсков (Войнов, 90), Коробов, Альшин (Синяев, 87), Стеклов, Касьян (Руденко, 89). Главный тренер: Игорь Беляев. · «Ротор»: Фильцов, Бугаев, Эдиев , Байрыев, Маляров, Друзин, Якуба (Чабанов, 72), Воробьёв, Муллин (Попов, 66), Коротаев, Абдулавов (Мязин, 60). Главный тренер: Роберт Евдокимов. · Предупреждения: Акбашев (31'), Стеклов (37'), Коробов (67'), Альшин (73'), Гоцук (88') — Якуба (44'), Байрыев (73'). · Удалён: Байрыев (90'). |                    |           |         |                                                                          |

| 2018-08-12 6 тур | «Шинник» (Ярославль) | 0:0 (0:0) | «Ротор» | Ярославль                                                                            |
| 16:00 MSK |                      | Протокол  |         | Стадион: Малая арена «Шинник» Зрителей: 2 500 Судья: Артем Любимов (Санкт-Петербург) |
| Шинник: Антипин, Первушин, Стешин, Покидышев, Цховребов, Самойлов (Шайморданов, 46), Нарылков (Камилов, 63), Кожемякин, Самодин, Гелоян (Павел Деобальд, 81), Низамутдинов (Булия, 74). Главный тренер: Александр Побегалов. · «Ротор»: Фильцов, Пискунов, Эдиев , Васильев, Бугаев, Друзин, Якуба (Абдулавов, 77), Воробьёв, Попов (Лобкарёв, 67), Коротаев (Завезён, 84), Мязин. Главный тренер: Роберт Евдокимов. · Предупреждения: Гелоян(80') — Эдиев (26'), Друзин (40'), Якуба (43'), Пискунов (65'), Лобкарёв (77'), Фильцов (90'). |                      |           |         |                                                                                      |

| 2018-08-19 7 тур | «Спартак-2» (Москва)               | 2:0 (0:0) | «Ротор» | Москва                                                                                            |
| 16:30 MSK | Нимели 86' · Егор Рудковский 90+4' | Протокол  |         | Стадион: «Спартак» имени Фёдора Черенкова Зрителей: 1 000 Судья: Игорь Низовцев (Нижний Новгород) |
| Спартак-2: Терешкин, Гапонов, Рассказов, Артём Мамин, Маслов, Игнатов (Бакаев, 59), Пантелеев , Ломовицкий (Рудковский, 72), Полубояринов, Ерёменко (Руденко, 52), Нимели (Тюнин, 90). Главный тренер: Виктор Булатов. · «Ротор»: Фильцов, Бугаев, Эдиев , Байрыев, Пискунов, Друзин (Муллин, 88), Попов, Воробьёв, Николаев (Якуба, 82), Коротаев (Лобкарёв, 59), Мязин (Абдулавов, 69). Главный тренер: Роберт Евдокимов. · Предупреждения: Полубояринов (50'), Рудковский (84') — Эдиев (65'), Друзин (84'). |                                    |           |         |                                                                                                   |

| 2018-08-26 8 тур | «Ротор»  | 1:2 (1:1) | «Факел» (Воронеж)            | Волгоград                                                                        |
| 18:00 MSK | Мязин 3' | Протокол  | Бирюков 19' · Бабенков 90+4' | Стадион: «Волгоград Арена» Зрителей: 29 673 Судья: Иван Сараев (Санкт-Петербург) |
| «Ротор»: Фильцов, Бугаев, (Муллин, 60), Васильев, Байрыев, Маляров, Якуба, Попов, Воробьёв , Николаев (Абдулавов, 70), Коротаев (Лобкарёв, 79), Мязин. Главный тренер: Роберт Евдокимов. · Факел: Кортнев, Цвейба, Божин, Кагермазов (Бабенков, 74), Осипенко, Лебеденко , Кузьмин (Митасов, 90), Ломакин (Макарчук, 87), Мануковский, Молодцов, Бирюков (Афанасьев, 77). Главный тренер: Сергей Волгин. · Предупреждения: Якуба (38'), Маляров (72'), Абдулавов (90+5') — Лебеденко (38'), Цвейба (53'). |          |           |                              |                                                                                  |

| 2018-08-31 9 тур | «Химки» (Химки) | 1:1 (1:1) | «Ротор»             | Химки                                                                  |
| 19:00 MSK | Портнягин 35'   | Протокол  | Коротаев 19' (пен.) | Стадион: «Арена Химки» Зрителей: 1 700 Судья: Алексей Матюнин (Москва) |
| Химки: Исупов, Мильдзихов, Димидко , Смирнов, Филин, Петрусев, Корян (Мостовой, 72), Нетфуллин, Талалай (Яковлев, 76), Портнягин (Белоус, 66), Алиев. Главный тренер: Игорь Шалимов. · «Ротор»: Фильцов, Попов, Эдиев , Байрыев, Маляров, Друзин, Шарипов (Николаев, 66), Воробьёв, Лобкарёв (Абдулавов, 90), Коротаев, Завезён (Мязин, 74). Главный тренер: Роберт Евдокимов. · Предупреждения: Смирнов (14'), Мильдзихов (18'), Нетфуллин (85') — Маляров (60'), Лобкарёв (80'), Воробьёв (83'). |                 |           |                     |                                                                        |

| 2018-09-8 10 тур | «Сибирь» (Новосибирск) | 1:1 (0:1) | «Ротор»      | Новосибирск                                                   |
| 13:00 MSK | Макаренко 53'          | Протокол  | Николаев 16' | Стадион: «Спартак» Зрителей: 1 200 Судья: Павел Кукуян (Сочи) |
| Сибирь: Цыган, Макаренко, Кушнирук, Аравин, Смирнов, Ларенц, Азаров, Киреенко (Беляев, 76), Рыжков (Коржунов, 46), Свежов (Галыш, 46), Житнев . Главный тренер: Сергей Кирсанов. · «Ротор»: Лобанцев, Попов, Байрыев, Эдиев , Маляров, Воробьёв (Янушковский, 72), Друзин, Шарипов (Карпов, 90), Завезён, Коротаев (Самсонов, 84), Николаев (Мязин, 79). Главный тренер: Роберт Евдокимов. · Предупреждения: Свежов (9'), Аравин (50') — Завезён (52'). · Удалён: Завезён (58'). |                        |           |              |                                                               |

| 2018-09-15 11 тур | «Ротор»         | 1:1 (0:0) | «Зенит-2» (Санкт-Петербург) | Волгоград                                                                       |
| 18:00 MSK | Абдулавов 90+2' | Протокол  | Пенчиков 65'                | Стадион: «Волгоград Арена» Зрителей: 28 563 Судья: Артур Федоров (Петрозаводск) |
| «Ротор»: Лобанцев, Попов, Байрыев, Эдиев , Маляров, Воробьёв, Друзин, Шарипов (Абдулавов, 74), Муллин (Самсонов, 71), Николаев (Мязин, 59), Коротаев. Главный тренер: Роберт Евдокимов. · Зенит-2: Кизеев, Синяк, Скроботов, Тереньтев, Бугриев , Богаев (Пенчиков, 38), Плетнёв (Капленко, 74), Мусаев, Камышев, Воробьёв (Кириллов, 60), Прудников (Рукас, 78). Главный тренер: Владислав Радимов. · Предупреждения: Эдиев (88') — Плетнёв (57'), Кизеев (90+3'). |                 |           |                             |                                                                                 |

| 2018-09-19 12 тур | «Балтика» (Калининград) | 1:1 (0:0) | «Ротор»    | Калининград                                                           |
| 20:00 MSK | Дядюн 53'               | Протокол  | Друзин 86' | Стадион: «Калининград» Зрителей: 5 643 Судья: Алексей Сухой (Люберцы) |
| Балтика: Помазан, Крючков (Буйволов, 59), Таказов, Плиев, Каленкович, Григорьев, Шаваев, Дмитриев (Радунович, 80), Дядюн (Магаль, 76), Погребняк, Касаев . Главный тренер (и. о.): Валерий Климов. · «Ротор»: Лобанцев, Бугаев, Карпов, Байрыев , Маляров, Друзин, Самсонов (Шарипов, 67), Воробьёв (Завезён, 89), Попов (Муллин, 79), Коротаев (Николаев, 71), Мязин. Главный тренер: Роберт Евдокимов. · Предупреждения: Дмитриев (50'), Дядюн (65'), Шаваев (76') — Байрыев (4'), Мязин (40'), Муллин (90+7'). · Удалён: Шаваев (90+7'). · Нереализованный пенальти: Григорьев (45+3', вратарь). |                         |           |            |                                                                       |

| 2018-09-23 13 тур | «Ротор»                       | 2:1 (1:0) | «Нижний Новгород» (Нижний Новгород) | Волгоград                                                                            |
| 18:00 MSK | Мязин 29' (пен.) · Муллин 79' | Протокол  | Палиенко 59'                        | Стадион: «Волгоград Арена» Зрителей: 25 705 Судья: Сергей Лапочкин (Санкт-Петербург) |
| «Ротор»: Лобанцев, Бугаев, Карпов, Байрыев , Маляров, Друзин, Самсонов (Воробьёв, 60), Шарипов (Янушковский, 88), Попов (Завезён, 90+) Коротаев, Мязин (Муллин, 70). Главный тренер: Роберт Евдокимов. · Нижний Новгород: Анисимов , Гогличидзе, Абрамов, Хайрулов, Морозов, Палиенко, Симанов (Чирьяк, 74), Сапета, Игнатович (Нежелев, 86), Аюпов, Делькин (Скворцов, 89). Главный тренер: Дмитрий Черышев. · Предупреждения: Коротаев (40'), Друзин (58') — Сапета (28'), Абрамов (48'), Гогличидзе (82'). |                               |           |                                     |                                                                                      |

| 2018-09-30 14 тур | «Армавир» (Армавир)             | 2:2 (0:2) | «Ротор»               | Армавир                                                                |
| 18:00 MSK | Падерин 65' · Бугаев 90' (авт.) | Протокол  | Муллин 2' · Попов 21' | Стадион: «Юность» Зрителей: 3 000 Судья: Владимир Сельдяков (Балашиха) |
| Армавир: Руденок, Соловьев, Мирошниченко , Кутин, Гаджибеков, Безлихотнов (Лусикян, 75), Поляков, Гурфов, Падерин (Мичуренков, 82), Дышеков (Каюмов, 56), Синявский (Веркашанский, 70). Главный тренер: Арсен Папикян. · «Ротор»: Лобанцев, Бугаев, Карпов, Байрыев , Маляров, Друзин, (Самсонов, 46), Воробьёв, Шарипов, Попов (Николаев, 71), Коротаев (Эдиев, 86), Муллин (Абдулавов, 69). Главный тренер: Роберт Евдокимов. · Предупреждения: Гаджибеков (53'), Поляков (70'), Падерин (78') — Коротаев (35'), Абдулавов (73'). |                                 |           |                       |                                                                        |

| 2018-10-6 15 тур | «Ротор»      | 1:0 (0:0) | «Краснодар-2» (Краснодар) | Волгоград                                                                |
| 16:00 MSK | Николаев 66' | Протокол  |                           | Стадион: «Волгоград Арена» Зрителей: 21 573 Судья: Роман Сафьян (Москва) |
| «Ротор»: Лобанцев, Бугаев, Карпов , Васильев, Маляров, Якуба (Коротаев, 78), Самсонов, Николаев, Попов (Завезён, 90+), Лобкарёв (Щербаков, 90+), Муллин (Мязин, 63). Главный тренер: Роберт Евдокимов. · Краснодар-2: Сафонов (Адамов, 72), Ивашин, Мартынов, Таранов , Бочко (Парадин, 68), Голубев, Мацукатов, Текучёв, Катрич (Рзаев, 78), Онугха, Халназаров. Главный тренер (и. о.): Александр Нагорный. · Предупреждения: Карпов (84'), Лобкарёв (86') — Ивашин (12'), Голубев (45+2'). |              |           |                           |                                                                          |

| 2018-10-13 16 тур | «СКА-Хабаровск» (Хабаровск) | 0:1 (0:0) | «Ротор»    | Хабаровск                                                                           |
| 08:00 MSK |                             | Протокол  | Муллин 66' | Стадион: «Стадион имени Ленина» Зрителей: 3 780 Судья: Лаша Верулидзе (Владикавказ) |
| СКА-Хабаровск: Опарин, Ненахов, Хомуха, Зайцев, Федотов (Никифоров, 59), Алейник (Базелюк, 78), Кабутов, Дедечко , Квеквескири (Карасёв, 73), Черевко, Секульский (Кабаев, 46). Главный тренер: Вадим Евсеев. · «Ротор»: Лобанцев, Бугаев, Карпов , Васильев, Маляров, Якуба, Николаев, Коротаев (Абдулавов, 89), Попов (Завезён, 70), Лобкарёв (Эдиев, 90+), Муллин (Мязин, 84). Главный тренер: Роберт Евдокимов. · Предупреждения: Попов (53'), Бугаев (63'), Коротаев (68'). |                             |           |            |                                                                                     |

| 2018-10-20 17 тур | «Ротор»      | 1:1 (0:0) | «Мордовия» (Саранск) | Волгоград                                                                   |
| 16:00 MSK | Лобкарев 51' | Протокол  | Обухов 67'           | Стадион: «Волгоград Арена» Зрителей: 22 784 Судья: Евгений Турбин (Дмитров) |
| «Ротор»: Лобанцев, Маляров, Васильев, Карпов , Бугаев, Попов, Самсонов, Николаев (Янушковский, 72),Коротаев (Абдулавов, 88) Лобкарёв, Муллин (Мязин, 84). Главный тренер: Роберт Евдокимов. · Мордовия: Кобзев, Климов, Сухарев, Ятченко, Лебедев, Дворецков, Адаев (Соболев, 64), Мухаметшин Р-м (Багаев, 86) Петров, Обухов (Маркин, 78) Мухаметшин Р-н . Главный тренер: Марат Мустафин. · Предупреждения: Янушковский (74'), Коротаев (85') — Адаев (15'), Петров (41'), Мухаметшин Р-м (85'), Маркин (90+'). |              |           |                      |                                                                             |

| 2018-10-24 18 тур | «Тюмень» (Тюмень) | 0:1 (0:1) | «Ротор»      | Тюмень                                                                |
| 17:00 MSK |                   | Протокол  | Лобкарев 34' | Стадион: «Геолог» Зрителей: 1 000 Судья: Максим Чембулатов (Кострома) |
| Тюмень: Бучнев, Хайманов, Фарход Васиев (Малоян, 76), Коваленко, Столяренко, Рябокобыленко, Леонтьев, Лаук (Глухов, 89), Лешонок, Чудин , Карпов. Главный тренер: Горан Алексич. · «Ротор»: Лобанцев, Маляров, Васильев, Карпов , Бугаев, Лобкарев (Завезён, 83), Самсонов (Эдиев, 90+), Якуба, Попов, Муллин (Абдулавов, 86), Мязин (Янушковский, 73). Главный тренер: Роберт Евдокимов. · Предупреждения: Карпов (41'), Абдулавов (90+'). |                   |           |              |                                                                       |

| 2018-10-28 19 тур | «Ротор»    | 1:2 (0:1) | «Тамбов» (Тамбов)            | Волгоград                                                              |
| 15:00 MSK \ 16:00 SAMT | Муллин 51' | Протокол  | Чистяков 35' · Клёнкин 90+1' | Стадион: «Волгоград Арена» Зрителей: 22 349 Судья: Павел Кукуян (Сочи) |
| «Ротор»: Лобанцев, Маляров, Васильев, Карпов , Бугаев, Попов (Воробьёв, 90+), Самсонов (Николаев, 88) Якуба, Коротаев (Мязин, 75), Лобкарев, Муллин (Абдулавов, 82). Главный тренер: Роберт Евдокимов. · Тамбов: Смирнов, Чистяков, Шляков, Рыбин, Овсиенко, Килин (Чернышов, 88) Чуперка, Кашчелан , Клёнкин (Горбатюк, 90+), Мамтов (Себаи, 64), Аппаев (Муйва, 90+). Главный тренер: Тимур Шипшев. · Предупреждения: Попов (32'), Карпов (34'), Коротаев (60'), Маляров (84') — Чистяков (57'), Смирнов (90'+). |            |           |                              |                                                                        |

#### Второй круг
| 2018-11-4 20 тур | «Луч» (Владивосток) | 1:0 (1:0) | «Ротор» | Владивосток                                                              |
| 07:00 MSK | Замалиев 31' (пен.) | Протокол  |         | Стадион: «Динамо» Зрителей: 1 500 Судья: Иван Сиденков (Санкт-Петербург) |
| Луч: Котляров , Царикаев, Суслов, Патрашко, Степанец, Носов (Калугин, 66), Замалиев, Машнёв (Пономаренко, 76), Визнович (Павленко, 80), Часовских (Гордиенко, 19), Хлебородов. Главный тренер: Рустем Хузин. · «Ротор»: Лобанцев, Пискунов, Васильев, Карпов , Бугаев (Коротаев, 46), Лобкарев, Воробьёв (Мязин, 46), Самсонов (Николаев, 83), Якуба, Попов, Муллин (Абдулавов, 73). Главный тренер: Роберт Евдокимов. · Предупреждения: Визнович (16'), Царикаев (22'), Калугин (69') — Пискунов (12'), Самсонов (21'), Бугаев (30'). |                     |           |         |                                                                          |

| 2018-11-10 21 тур | «Ротор»          | 1:0 (0:0) | «Авангард» (Курск) | Волгоград                                                                     |
| 13:00 MSK \ 14:00 SAMT | Гоцук 90' (авт.) | Протокол  |                    | Стадион: «Волгоград Арена» Зрителей: 14 788 Судья: Николай Волошин (Смоленск) |
| «Ротор»: Лобанцев, Маляров, Эдиев , Карпов, Попов, Воробьёв, Самсонов, Николаев (Шарипов, 69), Коротаев (Абдулавов, 78), Лобкарев (Мязин, 86), Муллин (Васильев, 90+). Главный тренер: Роберт Евдокимов. · Авангард: Чагров, Дашаев, Гоцук, Багаев , Никитин, Акбашев, Альшин, Коробов (Стеклов, 70), Трошечкин, Батютин (Синяев, 79), Минаев (Касьян, 76). Главный тренер: Игорь Беляев. · Предупреждения: Багаев (58'), Касьян (90+'). |                  |           |                    |                                                                               |

| 2018-11-14 22 тур | «Сочи» (Сочи)                                               | 4:2 (3:0) | «Ротор»                | Сочи                                                                      |
| 18:00 MSK | Горбунов 2' · Барсов 16' (пен.) · Песегов 30' · Померко 62' | Протокол  | Мязин 87' · Мязин 90+' | Стадион: «Фишт» Зрителей: 1 210 Судья: Василий Казарцев (Санкт-Петербург) |
| Сочи: Заболотный, Калугин, Миладинович (Бычков, 77), Почивалин, Юрганов, Бурмистров, Песегов (Лагатор, 89), Померко, Горбунов (Соловьёв, 74), Саная, Барсов (Саламатов, 66). Главный тренер: Александр Точилин. · «Ротор»: Лобанцев, Карпов, Эдиев , Маляров, Самсонов, Попов, Шарипов (Николаев, 75), Завезён, Воробьёв (Мязин, 58), Лобкарёв (Янушковский, 80), Муллин (Абдулавов, 58). Главный тренер: Роберт Евдокимов. · Предупреждения: Юрганов (44'), Миладинович (47'), Саная (52'), Горбунов (54') — Эдиев (34'), Маляров (57'), Попов (59'). · Удалён: Саная (84'). |                                                             |           |                        |                                                                           |

| 2018-11-18 23 тур | «Ротор» | 0:0 (0:0) | «Томь» (Томск) | Волгоград                                                                      |
| 13:00 MSK \ 14:00 SAMT |         | Протокол  |                | Стадион: «Волгоград Арена» Зрителей: 10 456 Судья: Станислав Васильев (Ижевск) |
| «Ротор»: Лобанцев, Маляров, Васильев, Карпов , Попов, Воробьёв (Шарипов, 68), Самсонов, Николаев (Завезён, 80), Коротаев (Мязин, 60), Лобкарёв, Муллин (Абдулавов, 86). Главный тренер: Роберт Евдокимов. · Томь: Шафинский, Тихий, Шумских, Зуйков , Клещенко, Гвинейский, Казаев, Шалаев, Кухарчук, Фомин (Ставпец, 57, (Мануйлов, 90+)), Кузьмичёв (Тлупов, 76). Главный тренер: Василий Баскаков. · Предупреждения: Маляров (29'), Муллин (42'), Самсонов (57') — Клещенко (18'), Гвинейский (38'), Зуйков (83'). · Удалён: Гвинейский (54'). |         |           |                |                                                                                |

| 2018-11-24 24 тур | «Ротор»      | 1:3 (1:2) | «Шинник» (Ярославль)                       | Волгоград                                                                   |
| 13:00 MSK \ 14:00 SAMT | Николаев 17' | Протокол  | Самодин 25' · Деобальд 44' · Цховребов 69' | Стадион: «Волгоград Арена» Зрителей: 10 366 Судья: Павел Шадыханов (Москва) |
| «Ротор»: Лобанцев, Маляров, Васильев, Эдиев , Попов, Воробьёв, Самсонов, Николаев (Коротаев, 77), Шарипов (Мязин, 46), Лобкарёв (Абдулавов, 66), Муллин. Главный тренер: Роберт Евдокимов. · Шинник: Гошев, Цховребов, Стешин, Кожемякин, Самойлов (Первушин, 62 (Магадиев, 86)), Булия (Гелоян, 69), Самодин , Иванов, Деобальд, Покидышев, Алейников (Камилов, 77). Главный тренер: Александр Побегалов. · Предупреждения: Муллин (53') — Самойлов (42'), Первушин (83'). |              |           |                                            |                                                                             |

| 2019-03-3 25 тур | «Ротор» | 0:0 (0:0) | «Спартак-2» (Москва) | Волгоград                                                               |
| 13:00 MSK \ 14:00 SAMT |         | Протокол  |                      | Стадион: «Волгоград Арена» Зрителей: 8 976 Судья: Алексей Амелин (Тула) |
| «Ротор»: Лобанцев, Пискунов, Васильев , Кацалапов, Макеев, Шарипов, Самсонов (Воробьёв, 90+), Коротаев (Байрыев, 14), Завезён (Попов, 72), Лобкарёв, Саная (Муллин, 76). Главный тренер: Игорь Меньщиков. · Спартак-2: Терешкин, Мамин, Петрунин, Воропаев, Бакалюк, Полубояринов, Васильев (Прошляков, 55), Бакаев, Тюнин , Нимели, Александр Руденко. Главный тренер: Виктор Булатов. · Предупреждения: Пискунов (40'), Самсонов (54'), Саная (73') — Нимели (71'), Бакаев (90+2'). · Удалён: Кацалапов (9'). |         |           |                      |                                                                         |

| 2019-03-10 26 тур | «Факел» (Воронеж) | 0:0 (0:0) | «Ротор» | Воронеж                                                                                          |
| 16:00 MSK |                   | Протокол  |         | Стадион: «Центральный стадион профсоюзов» Зрителей: 1 549 Судья: Иван Сиденков (Санкт-Петербург) |
| Факел: Кортнев, Осипенко, Божин, Кагермазов, Олейников, Лебеденко , Кузьмин, Афанасьев (Ломакин, 84), Русак (Цвейба, 82), Молодцов, Бирюков (Аршакян, 58). Главный тренер: Игорь Пывин. · «Ротор»: Лобанцев, Пискунов, Васильев, Байрыев , Попов, Шарипов, Самсонов, Янушковский, Коротаев (Николаев, 63), Лобкарёв (Султонов, 71), Саная (Муллин, 63). Главный тренер: Игорь Меньщиков. · Предупреждения: Афанасьев (54'), Кузьмин (81') — Саная (46'), Попов (74'). |                   |           |         |                                                                                                  |

| 2019-03-17 27 тур | «Ротор»    | 1:0 (0:0) | «Химки» (Химки) | Волгоград                                                                      |
| 13:00 MSK \ 14:00 SAMT | Муллин 69' | Протокол  |                 | Стадион: «Волгоград Арена» Зрителей: 7 973 Судья: Артур Фёдоров (Петрозаводск) |
| «Ротор»: Лобанцев, Пискунов, Васильев, Байрыев , Кацалапов, Шарипов, Самсонов (Фатуллаев, 71), Янушковский (Коротаев, 46), Николаев (Саная, 46), Султонов (Лобкарёв, 82), Муллин. Главный тренер: Игорь Меньщиков. · Химки: Исупов, Тихий, Филин, Алисейко, Данилкин, Корян (Манзон, 89), Кухарчук (Петрусев, 65), Нетфуллин (Боженов, 56), Рязанцев , Барков, Алиев (Мишуков, 83). Главный тренер: Игорь Шалимов. · Предупреждения: Пискунов (63'), Коротаев (72') — Алисейко (4'), Филин (27'). |            |           |                 |                                                                                |

| 2019-03-24 28 тур | «Ротор»                   | 2:0 (1:0) | «Сибирь» (Новосибирск) | Волгоград                                                                      |
| 13:00 MSK \ 14:00 SAMT | Саная 39' · Кацалапов 67' | Протокол  |                        | Стадион: «Волгоград Арена» Зрителей: 8 574 Судья: Лаша Верулидзе (Владикавказ) |
| «Ротор»: Лобанцев, Кацалапов, Васильев, Байрыев , Попов, Фатуллаев, Самсонов (Якуба, 86), Лобкарёв, Коротаев (Муллин, 72), Султонов (Николаев, 80), Саная (Янушковский, 90+). Главный тренер: Игорь Меньщиков. · Сибирь: Киселев, Макаренко, Смирнов, Копаев, Аравин , Полюткин, Киреенко (Галыш, 50), Дудолев, Азаров, Гладышев (Антипов, 71), Житнев. Главный тренер: Игорь Чугайнов. · Предупреждения: Аравин (11'), Полюткин (87'). |                           |           |                        |                                                                                |

| 2019-03-30 29 тур | «Зенит-2» (Санкт-Петербург) | 0:1 (0:0) | «Ротор»   | Санкт-Петербург                                                      |
| 12:00 MSK |                             | Протокол  | Саная 87' | Стадион: «МСА Петровский» Зрителей: 925 Судья: Игорь Панин (Дмитров) |
| Зенит-2: Городовой, Бугриев , Рукас, Маклаков, Мостовой, Капленко, Мусаев, Богаев, Маркин (Макеев, 84), Еловских (Воробьёв , 58), Шамкин (Иванов, 58). Главный тренер: Владислав Радимов. · «Ротор»: Лобанцев, Пискунов, Васильев, Байрыев , Кацалапов, Фатуллаев (Якуба, 75), Самсонов, Лобкарёв (Султонов, 46), Попов (Коротаев, 90+1), Николаев (Муллин, 63), Саная. Главный тренер: Игорь Меньщиков. · Предупреждения: Капленко (55'), Мусаев (73'), Воробьёв (90') — Саная (53'). |                             |           |           |                                                                      |

| 2019-04-7 30 тур | «Ротор»      | 1:0 (0:0) | «Балтика» (Калининград) | Волгоград                                                                     |
| 13:00 MSK \ 14:00 SAMT | Султонов 48' | Протокол  |                         | Стадион: «Волгоград Арена» Зрителей: 25 736 Судья: Николай Волошин (Смоленск) |
| «Ротор»: Лобанцев, Пискунов, Васильев, Байрыев , Кацалапов, Фатуллаев, Якуба, Попов, Николаев (Коротаев, 60), Султонов (Янушковский, 77), Муллин (Завезён, 90+1). Главный тренер: Игорь Меньщиков. · Балтика: Помазан , Каленкович, Тишкин, Крючков, Магаль, Гасанов, Шаваев, Глушков (Портнягин, 67), Саплинов, Дудиев (Захаров, 63), Дядюн. Главный тренер: Евгений Калешин. · Предупреждения: Якуба (12') — Тишкин (68'). |              |           |                         |                                                                               |

| 2019-04-13 31 тур | «Нижний Новгород» (Нижний Новгород) | 1:3 (1:1) | «Ротор»                             | Нижний Новгород                                                                 |
| 15:00 MSK | Абазов 14'                          | Протокол  | Муллин 16' · Муллин 56' · Попов 58' | Стадион: «Нижний Новгород» Зрителей: 8 337 Судья: Иван Сараев (Санкт-Петербург) |
| Нижний Новгород: Анисимов , Гогличидзе, Хрипков, Федорив, Абазов, Скворцов (Воробьёв, 46), Палиенко, Аюпов, Игнатович (Симанов, 61), Сапета (Фомин, 67), Салугин (Делькин, 61). Главный тренер: Дмитрий Черышев. · «Ротор»: Лобанцев, Макеев, Васильев, Байрыев , Пискунов, Попов (Завезён, 90+2), Фатуллаев, Султонов (Николаев, 86), Шарипов (Воробьёв, 69), Саная, Муллин (Коротаев, 80). Главный тренер: Игорь Меньщиков. · Предупреждения: Аюпов (5'), Гогличидзе (51'), Палиенко (90+1') — Саная(90+1'). |                                     |           |                                     |                                                                                 |

| 2019-04-20 32 тур | «Ротор» | 0:1 (0:1) | «Армавир» (Армавир) | Волгоград                                                                     |
| 13:00 MSK \ 14:00 SAMT |         | Протокол  | Падерин 13'         | Стадион: «Волгоград Арена» Зрителей: 17 631 Судья: Антон Анопа (Благовещенск) |
| «Ротор»: Лобанцев, Макеев (Лобкарёв, 71), Васильев, Байрыев , Пискунов, Попов, Фатуллаев, Султонов, Шарипов (Самсонов, 62), Саная, Муллин (Коротаев, 87). Главный тренер: Игорь Меньщиков. · Армавир: Руденок, Кутин (Соловьев, 40), Мирошниченко (Концедалов, 60), Таказов, Тен, Лусикян (Суханов, 90+), Падерин (Романенко, 68), Гурфов, Безлихотнов, Клопков, Синявский. Главный тренер: Арсен Папикян. · Предупреждения: Саная (24'), Байрыев (69') — Кутин (17'), Лусикян (19'), Падерин (35'), Таказов (79'), Синявский (90+3'). |         |           |                     |                                                                               |

| 2019-04-24 33 тур | «Краснодар-2» (Краснодар) | 0:0 (0:0) | «Ротор» | Краснодар                                                                                |
| 16:00 MSK |                           | Протокол  |         | Стадион: «Стадион Академии ФК Краснодар» Зрителей: 1 026 Судья: Роман Галимов (Улан-Удэ) |
| Краснодар-2: Адамов, Марков, Таранов , Бородин, Парадин (Ивашин, 72), Григорян (Сергеев, 60), Черников, Якимов (Назаров, 77), Онугха (Сперцян, 46), Сулейманов, Кутовой. Главный тренер: Александр Нагорный. · «Ротор»: Филиппов, Завезён, Ионов, Байрыев , Кацалапов, Шарипов (Фатуллаев, 70), Самсонов, Янушковский (Попов, 83), Николаев (Саная, 61), Лобкарёв, Коротаев (Муллин, 57). Главный тренер: Игорь Меньщиков. · Предупреждения: Таранов (14'), Назаров (83') — Байрыев (59'), Ионов (80'). |                           |           |         |                                                                                          |

| 2019-04-28 34 тур | «Ротор»                          | 2:2 (0:1) | «СКА-Хабаровск» (Хабаровск)   | Волгоград                                                                   |
| 13:00 MSK \ 14:00 SAMT | Султонов 59' · Янушковский 90+3' | Протокол  | Базелюк 39' · Квеквескири 47' | Стадион: «Волгоград Арена» Зрителей: 12 439 Судья: Евгений Кукуляк (Калуга) |
| «Ротор»: Лобанцев, Макеев, Ионов, Васильев , Пискунов (Лобкарёв, 68), Попов (Коротаев, 82), Фатуллаев, Султонов, Шарипов (Николаев, 69), Саная (Янушковский, 88), Муллин. Главный тренер: Игорь Меньщиков. · СКА-Хабаровск: Генералов, Буйволов, Суслов, Хомуха, Алейник (Приндета, 81), Квеквескири (Казанков, 70), Кабутов (Камеш, 90+1), Малеев, Никифоров , Базелюк (Радченко, 66), Булия. Главный тренер: Алексей Поддубский. · Предупреждения: Саная (10'), Пискунов (35'), Васильев (51'), Николаев (90+4') — Буйволов (5'), Хомуха (6'), Базелюк (27'), Кабутов (32'), Казанков (90+4'). |                                  |           |                               |                                                                             |

| 2019-05-4 35 тур | «Мордовия» (Саранск) | 1:0 (0:0) | «Ротор» | Саранск                                                                           |
| 15:00 MSK | Дворецков 76'        | Протокол  |         | Стадион: «Мордовия Арена» Зрителей: 2 813 Судья: Игорь Низовцев (Нижний Новгород) |
| Мордовия: Кобзев (Шебанов, 46), Деревягин (Соболев, 55'), Лебедев, Ятченко, Киреев, Адаев, Дворецков, Петров, Навлётов (Орлов, 63), Поярков, Мухаметшин Р-н (Мухаметшин Р-м, 80). Главный тренер: Марат Мустафин. · «Ротор»: Филиппов, Кацалапов, Байрыев , Васильев, Пискунов (Янушковский, 85), Шарипов, Самсонов, Лобкарёв, Султонов (Попов, 56), Коротаев (Завезён, 65), Саная (Муллин, 72). Главный тренер: Игорь Меньщиков. · Предупреждения: Петров (90+1') — Султонов (53'), Лобкарёв (71'), Кацалапов (90+1'). · Удалён: Попов (62'). |                      |           |         |                                                                                   |

| 2019-05-11 36 тур | «Ротор»                            | 2:1 (1:1) | Тюмень (Тюмень) | Волгоград                                                                       |
| 13:00 MSK \ 14:00 SAMT | Султонов 39' (пен.) · Пискунов 73' | Протокол  | Шакуро 31'      | Стадион: «Волгоград Арена» Зрителей: 14 834 Судья: Лаша Верулидзе (Владикавказ) |
| «Ротор»: Филиппов, Кацалапов, Байрыев , Васильев, Пискунов, Янушковский, Фатуллаев, Якуба (Шарипов, 59), Султонов (Коротаев, 61), Николаев (Саная, 69), Муллин. Главный тренер: Игорь Меньщиков. · Тюмень: Вамбольт, Шакуро (Глухов, 46), Васиев (Теленков, 46), Бем, Лихачёв, Фомин, Леонтьев, Милосавлев (Карпов, 33), Гордюшенко, Чудин , Рябокобыленко (Маринкович, 79). Главный тренер: Горан Алексич. · Предупреждения: Пискунов (55'), Шарипов (78'), Янушковский (89') — Милосавлев (26'), Вамбольт (38'), Васиев (45'), Рябокобыленко (78'), Маринкович (82'). |                                    |           |                 |                                                                                 |

| 2019-05-19 37 тур | «Тамбов» (Тамбов) | 1:0 (0:0) | «Ротор» | Тамбов                                                          |
| 15:00 MSK | Аппаев 55'        | Протокол  |         | Стадион: «Спартак» Зрителей: 4 200 Судья: Сергей Чебан (Москва) |
| Тамбов: Шелия, Мищенко, Чистяков, Рыбин, Овсиенко, Килин, Галиулин (Хосонов, 53), Думбия (Кашчелан, 46), Чуперка, Мамтов (Муйива, 46), Аппаев (Обухов, 83). Главный тренер: Александр Григорян. · «Ротор»: Фильцов, Кацалапов (Султонов, 68), Васильев (Коротаев, 85), Байрыев , Пискунов, Попов, Фатуллаев, Шарипов, Лобкарёв (Янушковский, 69), Саная (Николаев, 86), Муллин. Главный тренер: Игорь Меньщиков. · Предупреждения: Килин (49'), Аппаев (63'), Кашчелан (81'), Шелия (90+3'), Овсиенко (90+6') — Кацалапов (26'), Байрыев (29'), Муллин (37'), Саная (77'), Попов (87'). · Удалён: Килин (67'). |                   |           |         |                                                                 |

| 2019-05-25 38 тур | «Ротор»      | 1:2 (0:1) | «Чертаново» (Москва)  | Волгоград                                                                      |
| 15:00 MSK \ 16:00 SAMT | Султонов 84' | Протокол  | Ежов 38' · Пруцев 60' | Стадион: «Волгоград Арена» Зрителей: 17 012 Судья: Станислав Васильев (Ижевск) |
| «Ротор»: Филиппов, Кацалапов, (Ионов, 90), Васильев, Байрыев , Попов, Лобкарёв, Фатуллаев,Самсонов, Султонов, Коротаев (Янушковский ,64), Николаев (Лаврищев, 71). Главный тренер: Игорь Меньщиков. · Чертаново: Радионов, Редькович, Бартасевич (Паршиков, 19), Солдатенков , Ежов, Колесниченко (Кондаков, 89), Пруцев, Горшков, Витюгов, Сарвели (Тюменцев, 90), Цыпченко (Прудников, 74). Главный тренер: Игорь Осинькин. · Предупреждения: Лобкарёв (26'), Васильев (55'), Кацалапов (73'), Попов (85'), Байрыев (90+3') — Ежов (10'), Бартасевич (19'), Паршиков (58'), Горшков (65'), Колесниченко (89') |              |           |                       |                                                                                |

### Кубок России
− Победа
 − Ничья
 − Поражение
| 2018-08-22 1/32 финала | «Сызрань-2003» (Сызрань) | 1:1 (0:0) (доп. вр.) (4:3 пен.)                                     | «Ротор»               | Сызрань                                                                 |
| 18:00 MSK | Березун 93'              | Протокол                                                            | Абдулавов 104' (пен.) | Стадион: «Кристалл» Зрителей: 2000 Судья: Егор Егоров (Нижний Новгород) |
| | Пенальти                 |                                                                     |                       |                                                                         |
| Ушаков 1:0 · Руднев 2:0 · Семёнов 3:1 · Рыжков 3:2 · Данилов 4:3 |                          | 1:0 Абдулавов · 2:1 Попов · 3:2 Коротаев · 3:3 Байрыев · 4:3 Муллин |                       |                                                                         |
| Сызрань-2003: Шильников, Ганиев, Ионов, Цуканов, Семенов, Волосян (Ушаков, 119), Имуллин, Данилов , Цыганов (Руднев, 108), Малаховский (Березун, 72 (Рыжков, 100)), Шевченко. Главный тренер: Дмитрий Воецкий (104')*. · «Ротор»: Фильцов, Маляров, Эдиев , Байрыев, Попов, Лобкарёв (Николаев, 73), Воробьёв, Якуба , Завезён (Муллин, 61), Коротаев, Мязин (Абдулавов, 61). Главный тренер: Роберт Евдокимов. · Предупреждения: Шевченко (101'), Цыганов (105+3') — Попов (36'), Маляров (101'). · Удалён: Шевченко (103'). |                          |                                                                     |                       |                                                                         |

* На 104-й минуте матча за «агрессивное» поведение по отношению к главному арбитру, был удалён главный тренер команды «Сызрань-2003» Дмитрий Воецкий.

### Кубок ФНЛ 2019

#### Групповой этап
| 2019-02-8 1 тур | «Мордовия» (Саранск) | 1:2 (1:1) | «Ротор»                        | Пафос                                                             |
| 13:45 MSK | Петров 10'           | Протокол  | Лобкарёв 33' · Янушковский 47' | Стадион: «Ероскипу» Зрителей: 250 Судья: Евгений Кукуляк (Калуга) |
| Мордовия: Кобзев (Д. Шебанов, 46), Деревягин (Орлов, 46), Юсупов, Навлётов, Лебедев, Киреев, Петров (Мухаметшин Р-м, 61), Поярков, Адаев (Ермаков, 61), Дворецков (Кирсанов, 46), Мухаметшин Р-н . Главный тренер: Марат Мустафин. · «Ротор»: Фильцов (Лобанцев, 46), Пискунов (Маляров, 46), Ионов (Васильев, 46), Байрыев (Кацалапов, 46), Завезён (Янушковский, 46), Лобкарёв (Султонов, 56), Воробьёв (Бочков, 80), Михайлов (Самсонов, 46), Попов (Котов, 56), Николаев (Коротаев, 46), Муллин (Саная, 56). Главный тренер: Игорь Меньщиков. · Предупреждения: Навлётов (24'), Адаев (30'), Орлов (58') — Байрыев (9'), Попов (21'), Коротаев (60'), Саная (90+1'). |                      |           |                                |                                                                   |

| 2019-02-11 2 тур | «Ротор»                                        | 3:1 (1:0) | «Муром» (Муром) | Пафос                                                     |
| 11:00 MSK | Янушковский 21' · Янушковский 55' · Муллин 75' | Протокол  | Карпухин 47'    | Стадион: «Куклия» Судья: Игорь Низовцев (Нижний Новгород) |
| «Ротор»: Лобанцев, Попов (Бевеев, 64) , Васильев , Кацалапов, Пискунов (Ионов, 64), Самсонов (Шарипов, 76), Воробьёв (Михайлов, 64), Коротаев (Николаев, 64), Янушковский (Завезён, 64), Лобкарёв (Султонов, 64), Саная (Муллин, 64). Главный тренер: Игорь Меньщиков. · Муром: Бородин, Масальский, Санталов (Абызов, 71), Ежов, Киреев, Закускин, Паштов, Зимарев , Жестков, Беляков (Карпухин, 46), Косарев. Главный тренер: Владимир Казаков. · Предупреждения: Саная (34') — Киреев (25'), Паштов (78'). |                                                |           |                 |                                                           |

| 2019-02-14 3 тур | «Ротор»    | 1:0 (1:0)                                                           | «Пюник» (Ереван) | Пафос                                                            |
| 13:45 MSK | Муллин 24' | Протокол                                                            |                  | Стадион: «Куклия» Зрителей: 200 Судья: Евгений Буланов (Саранск) |
| | Пенальти   |                                                                     |                  |                                                                  |
| Ушаков 1:0 · Руднев 2:0 · Семёнов 3:1 · Рыжков 3:2 · Данилов 4:3 |            | 1:0 Абдулавов · 2:1 Попов · 3:2 Коротаев · 3:3 Байрыев · 4:3 Муллин |                  |                                                                  |
| «Ротор»: Фильцов, Бевеев (Попов, 65), Байрыев , Ионов, Маляров, Шарипов (Самсонов, 65), Михайлов, Завезён, Султонов (Янушковский, 65), Николаев (Коротаев, 65), Муллин (Саная, 65). Главный тренер: Игорь Меньщиков. · Пюник: Манукян (Драгоевич, 46), Жестоков, Стежко (Карташян, 79), Марку, Илангезян (Аракелян, 46), Мурадян (Манучарян, 36), Айрапетян (Талалай, 46), Григорян (Шевчук, 46), Погосян (Мкртчян, 27 (Трусевич, 46)), Дорожкин (Миранян, 46), Усман (Овсепян, 75). Главный тренер: Андрей Талалаев. · Предупреждения: Саная (77') — Талалай (58'), Марку (65'). · Удалён: Марку (83'). |            |                                                                     |                  |                                                                  |

#### Турнирная таблица. Группа «А»
| М | Клуб       | 1   | 2   | 3   | 4   | И | В | Н | П | МЗ | МП | ±М | О |
| - | ---------- | --- | --- | --- | --- | - | - | - | - | -- | -- | -- | - |
| 4 | «Муром»    | -   | 1:2 | 1:3 | 1:1 | 3 | 0 | 1 | 2 | 3  | 6  | -3 | 1 |
| 2 | «Мордовия» | 2:1 | -   | 1:2 | 1:1 | 3 | 1 | 1 | 1 | 4  | 4  | 0  | 4 |
| 1 | «Ротор»    | 3:1 | 2:1 | -   | 1:0 | 3 | 3 | 0 | 0 | 6  | 2  | 4  | 9 |
| 3 | «Пюник»    | 1:1 | 1:1 | 0:1 | -   | 3 | 0 | 2 | 1 | 2  | 3  | -1 | 2 |

#### Плей-офф
| 2019-02-17 1/2 финала | «Ротор»               | 1:1 (1:0) (5:4 пен.)                                                                     | «Шинник» (Ярославль) | Пафос                                                               |
| 19:15 MSK | Янушковский 3' (пен.) | Протокол                                                                                 | Камилов 49'          | Стадион: «Куклия» Зрителей: 100 Судья: Андрей Фисенко (Владивосток) |
| | Пенальти              |                                                                                          |                      |                                                                     |
| Завезён 0:0 · Самсонов 1:1 · Шарипов 2:2 · Васильев 3:3 · Байрыев 4:4 · Макеев 5:4 |                       | 0:0 Самодин · 0:1 Низамутдинов · 1:2 Камилов · 2:3 Самойлов · 3:4 Гелоян · 4:4 Покидышев |                      |                                                                     |
| «Ротор»: Лобанцев, Попов (Макеев, 83), Васильев , Кацалапов, Пискунов (Байрыев,83), Самсонов, Воробьёв (Шарипов, 46), Коротаев (Николаев, 46), Янушковский (Завезён, 90), Лобкарёв (Султонов, 46), Саная (Муллин, 46). Главный тренер: Игорь Меньщиков. · Шинник: Яшин, Иванов (Первушин, 83), Цховребов , Покидышев, Магадиев, Самойлов, Алейников, Кожемякин (Низамутдинов, 46), Камилов, Булия (Самодин, 46), Гелоян. Главный тренер: Александр Побегалов. · Предупреждения: Коротаев (22') — Иванов (3'), Кожемякин (17'). |                       |                                                                                          |                      |                                                                     |

| 2019-02-20 Финал | «Ротор»   | 1:1 (0:0) (3:4 пен.)                                                 | «Авангард» (Курск) | Пафос                                                        |
| 19:15 MSK | Саная 86' | Протокол                                                             | Земсков 80'        | Стадион: «Куклия» Зрителей: 250 Судья: Алексей Амелин (Тула) |
| | Пенальти  |                                                                      |                    |                                                              |
| Самсонов 1:0 · Саная 1:0 · Попов 1:1 · Шарипов 2:2 · Янушковский 3:3 |           | 1:0 Бурнаш · 1:1 Стеклов · 1:2 Григорьев · 2:3 Машуков · 3:4 Земсков |                    |                                                              |
| «Ротор»: Фильцов, Макеев (Попов, 78), Байрыев , Ионов, Маляров, Шарипов, Самсонов, Завезён (Янушковский, 46), Николаев (Коротаев, 46), Султонов (Лобкарёв, 46), Муллин (Саная, 46). Главный тренер: Игорь Меньщиков. · Авангард: Чагров, Гоцук, Никитин (Бурнаш, 84), Дашаев, Багаев , Федотов (Стеклов, 46), Трошечкин, Макаров (Машуков, 73), Коробов (Руденко, 65), Кубышкин (Земсков, 46), Минаев (Григорьев, 54). Главный тренер: Игорь Беляев. · Предупреждения: Самсонов (17'), Ионов (33') — Дашаев (29'), Гоцук (89'). |           |                                                                      |                    |                                                              |

## Статистика

##### Движение команды в ФНЛ по турам
| 11 |

| 8 |

| 13 |

| 12 |

| 15 |

| 16 |

| 18 |

| 18 |

| 18 |

| 18 |

| 18 |

| 18 |

| 17 |

| 17 |

| 15 |

| 11 |

| 12 |

| 11 |

| 13 |

| 14 |

| 14 |

| 14 |

| 15 |

| 15 |

| 15 |

| 15 |

| 14 |

| 14 |

| 10 |

| 10 |

| 9 |

| 9 |

| 9 |

| 9 |

| 11 |

| 10 |

| 10 |

| 11 |

| − Победа − Ничья − Поражение |

##### Статистика игроков
| 1                                                    | Флаг России        | Вр  | Александр Фильцов   | 14 | -14 | 10 | -11 | 1 | -1 | 3 | -2 |
| 41                                                   | Флаг России        | Вр  | Мирослав Лобанцев   | 27 | -23 | 24 | -21 | 0 | 0  | 3 | -2 |
| 92                                                   | Флаг России        | Вр  | Михаил Филиппов     | 4  | -4  | 4  | -4  | 0 | 0  | 0 | 0  |
| 2                                                    | Флаг России        | Защ | Илья Ионов          | 7  | 0   | 3  | 0   | 0 | 0  | 4 | 0  |
| 4                                                    | Флаг России        | Защ | Константин Щербаков | 1  | 0   | 1  | 0   | 0 | 0  | 0 | 0  |
| 5                                                    | Флаг России        | Защ | Антон Пискунов      | 17 | 1   | 14 | 1   | 0 | 0  | 3 | 0  |
| 11                                                   | Флаг России        | Защ | Кирилл Маляров      | 25 | 0   | 21 | 0   | 1 | 0  | 3 | 0  |
| 16                                                   | Флаг России        | Защ | Евгений Макеев      | 6  | 0   | 4  | 0   | 0 | 0  | 2 | 0  |
| 23                                                   | Флаг России        | Защ | Максим Васильев     | 30 | 0   | 27 | 0   | 0 | 0  | 3 | 0  |
| 28                                                   | Флаг Туркменистана | Защ | Азат Байрыев        | 31 | 0   | 26 | 0   | 1 | 0  | 4 | 0  |
| 37                                                   | Флаг России        | Защ | Александр Кацалапов | 13 | 1   | 10 | 1   | 0 | 0  | 3 | 0  |
| 7                                                    | Флаг России        | ПЗ  | Роман Воробьёв      | 26 | 0   | 22 | 0   | 1 | 0  | 3 | 0  |
| 8                                                    | Флаг России        | ПЗ  | Денис Якуба         | 16 | 0   | 15 | 0   | 1 | 0  | 0 | 0  |
| 10                                                   | Флаг России        | ПЗ  | Альберт Шарипов     | 25 | 0   | 21 | 0   | 0 | 0  | 4 | 0  |
| 15                                                   | Флаг России        | ПЗ  | Азим Фатуллаев      | 11 | 0   | 11 | 0   | 0 | 0  | 0 | 0  |
| 18                                                   | Флаг России        | ПЗ  | Олег Николаев       | 33 | 3   | 27 | 3   | 1 | 0  | 5 | 0  |
| 22                                                   | Флаг России        | ПЗ  | Мухаммад Султонов   | 20 | 4   | 15 | 4   | 0 | 0  | 5 | 0  |
| 25                                                   | Флаг России        | ПЗ  | Артём Попов         | 37 | 2   | 31 | 2   | 1 | 0  | 5 | 0  |
| 30                                                   | Флаг России        | ПЗ  | Алексей Друзин      | 13 | 1   | 13 | 1   | 0 | 0  | 0 | 0  |
| 31                                                   | Флаг России        | ПЗ  | Юрий Завезён        | 25 | 0   | 19 | 0   | 1 | 0  | 5 | 0  |
| 77                                                   | Флаг России        | ПЗ  | Владимир Лобкарёв   | 33 | 3   | 28 | 2   | 1 | 0  | 4 | 1  |
| 88                                                   | Флаг России        | ПЗ  | Артём Самсонов      | 28 | 0   | 23 | 0   | 0 | 0  | 5 | 0  |
| 98                                                   | Флаг России        | ПЗ  | Сергей Михайлов     | 3  | 0   | 0  | 0   | 0 | 0  | 3 | 0  |
| 13                                                   | Флаг России        | Нап | Александр Коротаев  | 41 | 2   | 35 | 2   | 1 | 0  | 5 | 0  |
| 17                                                   | Флаг России        | Нап | Роман Янушковский   | 21 | 5   | 16 | 1   | 0 | 0  | 5 | 4  |
| 21                                                   | Флаг России        | Нап | Дмитрий Лаврищев    | 1  | 0   | 1  | 0   | 0 | 0  | 0 | 0  |
| 32                                                   | Флаг России        | Нап | Анзор Саная         | 17 | 3   | 12 | 2   | 0 | 0  | 5 | 1  |
| 72                                                   | Флаг России        | Нап | Камиль Муллин       | 39 | 9   | 33 | 7   | 1 | 0  | 5 | 2  |
| 97                                                   | Флаг России        | Нап | Евгений Чабанов     | 2  | 0   | 2  | 0   | 0 | 0  | 0 | 0  |
| Футболисты, которые завершали сезон в других клубах: |                    |     |                     |    |     |    |     |   |    |   |    |
| 3                                                    | Флаг России        | Защ | Исмаил Эдиев        | 17 | 1   | 16 | 1   | 1 | 0  | 0 | 0  |
| 43                                                   | Флаг России        | Защ | Роман Бугаев        | 16 | -1  | 16 | -1  | 0 | 0  | 0 | 0  |
| 50                                                   | Флаг России        | Защ | Максим Карпов       | 13 | 0   | 13 | 0   | 0 | 0  | 0 | 0  |
| 9                                                    | Флаг России        | Нап | Исламнур Абдулавов  | 21 | 2   | 20 | 1   | 1 | 1  | 0 | 0  |
| 87                                                   | Флаг России        | Нап | Андрей Мязин        | 24 | 5   | 23 | 5   | 1 | 0  | 0 | 0  |

Данные на 25 мая 2019 года.

##### Лидеры по количеству забитых голов
Учтены только официальные матчи.
| № п/п | №  | Имя                      | ФНЛ   | Кубок России | Всего |
| ----- | -- | ------------------------ | ----- | ------------ | ----- |
| 1     | 72 | Камиль Муллин            | 7     | 0            | 7     |
| 2     | 87 | Андрей Мязин             | 5 (1) | 0            | 5 (1) |
| 3     | 22 | Мухаммад Султонов        | 4 (1) | 0            | 4 (1) |
| 4     | 18 | Олег Николаев            | 3     | 0            | 3     |
| 5     | 32 | Анзор Саная              | 2     | 0            | 2     |
| 6     | 25 | Артём Попов              | 2     | 0            | 2     |
| 7     | 77 | Владимир Лобкарёв        | 2     | 0            | 2     |
| 8     | 13 | Александр Коротаев       | 2 (1) | 0            | 2 (1) |
| 9     | 9  | Исламнур Абдулавов       | 1     | 1 (1)        | 2 (1) |
| 10    | 37 | Александр Кацалапов      | 1     | 0            | 1     |
| 11    | 17 | Роман Янушковский        | 1     | 0            | 1     |
| 12    | 5  | Антон Пискунов           | 1     | 0            | 1     |
| 13    | 30 | Алексей Друзин           | 1     | 0            | 1     |
| 14    | 3  | Исмаил Эдиев             | 1     | 0            | 1     |
| 15    | -  | Автогол игрока соперника | 1     | 0            | 1     |
|       |    | Итого                    | 34    | 1            | 35    |

Примечание: В скобках указано количество голов забитых с пенальти.

Данные на 25 мая 2019 года.

##### «Сухие» матчи
Учтены только официальные матчи.
| № п/п | №  | Имя               | ФНЛ | Кубок России | Всего |
| ----- | -- | ----------------- | --- | ------------ | ----- |
| 1     | 41 | Мирослав Лобанцев | 11  | 0            | 11    |
| 2     | 1  | Александр Фильцов | 2   | 0            | 2     |
| 3     | 92 | Михаил Филиппов   | 1   | 0            | 1     |
|       |    | Итого             | 14  | 0            | 14    |

Данные на 25 мая 2019 года.

##### Отражённые пенальти
| № п/п | №  | Имя               | Соперник              | Турнир | Тур |
| ----- | -- | ----------------- | --------------------- | ------ | --- |
| 1     | 41 | Мирослав Лобанцев | Балтика (Калининград) | ФНЛ    | 12  |

Примечание: В таблице не учитываются послематчевые пенальти.

#### Посещаемость домашних матчей
| Тур | Дата             | Время      | Соперник                            | Зрителей | Стадион           |
| --- | ---------------- | ---------- | ----------------------------------- | -------- | ----------------- |
| 2   | 22 июля 2018     | 19:00 MSK  | «Луч» (Владивосток)                 | 30 611   | «Волгоград Арена» |
| 4   | 4 августа 2018   | 18:00 MSK  | «Сочи» (Сочи)                       | 25 725   | «Волгоград Арена» |
| 8   | 26 августа 2018  | 18:00 MSK  | «Факел» (Воронеж)                   | 29 673   | «Волгоград Арена» |
| 11  | 15 сентября 2018 | 18:00 MSK  | «Зенит-2» (Санкт-Петербург)         | 28 563   | «Волгоград Арена» |
| 13  | 23 сентября 2018 | 18:00 MSK  | «Нижний Новгород» (Нижний Новгород) | 25 705   | «Волгоград Арена» |
| 15  | 6 октября 2018   | 16:00 MSK  | «Краснодар-2» (Краснодар)           | 21 573   | «Волгоград Арена» |
| 17  | 20 октября 2018  | 16:00 MSK  | «Мордовия» (Саранск)                | 22 784   | «Волгоград Арена» |
| 19  | 28 октября 2018  | 16:00 SAMT | «Тамбов» (Тамбов)                   | 22 349   | «Волгоград Арена» |
| 21  | 10 ноября 2018   | 14:00 SAMT | «Авангард» (Курск)                  | 14 788   | «Волгоград Арена» |
| 23  | 18 ноября 2018   | 14:00 SAMT | «Томь» (Томск)                      | 10 456   | «Волгоград Арена» |
| 24  | 24 ноября 2018   | 14:00 SAMT | «Шинник» (Ярославль)                | 10 366   | «Волгоград Арена» |
| 25  | 3 марта 2019     | 14:00 SAMT | «Спартак-2» (Москва)                | 8 976    | «Волгоград Арена» |
| 27  | 17 марта 2019    | 14:00 SAMT | «Химки» (Химки)                     | 7 973    | «Волгоград Арена» |
| 28  | 24 марта 2019    | 14:00 SAMT | «Сибирь» (Новосибирск)              | 8 574    | «Волгоград Арена» |
| 30  | 7 апреля 2019    | 14:00 SAMT | «Балтика» (Калининград)             | 25 736   | «Волгоград Арена» |
| 32  | 20 апреля 2019   | 14:00 SAMT | «Армавир» (Армавир)                 | 17 631   | «Волгоград Арена» |
| 34  | 28 апреля 2019   | 14:00 SAMT | «СКА-Хабаровск» (Хабаровск)         | 12 439   | «Волгоград Арена» |
| 36  | 11 мая 2019      | 14:00 SAMT | Тюмень (Тюмень)                     | 14 834   | «Волгоград Арена» |
| 38  | 25 мая 2019      | 16:00 SAMT | «Чертаново» (Москва)                | 17 012   | «Волгоград Арена» |
|     |                  |            | Итого:                              | 355 768  |                   |

Примечание: 28 октября 2018 года Волгоградская область перешла на Самарское время.